# Tipula bioculata
Tipula bioculata är en tvåvingeart som beskrevs av Alexander 1960. Tipula bioculata ingår i släktet Tipula och familjen storharkrankar.
Artens utbredningsområde är Madagaskar. Inga underarter finns listade i Catalogue of Life.